# Sternidius subfascianus
Sternidius subfascianus es una especie de escarabajo longicornio del género Sternidius, tribu Acanthocinini, subfamilia Lamiinae. Fue descrita científicamente por White en 1855.

## Descripción
Mide 8,8 milímetros de longitud.

## Distribución
Se distribuye por Venezuela.